# Néjib Ghommidh
Néjib Ghommidh (ur. 12 marca 1953 w Tunisie) – tunezyjski piłkarz występujący na pozycji pomocnika. Uczestnik Mistrzostw Świata 1978.

## Kariera klubowa
Podczas Mistrzostw Świata 1978 reprezentował barwy klubu Club Africain Tunis. Grał też w saudyjskim Al-Ittihad Dżudda.

## Kariera reprezentacyjna
Z reprezentacją Tunezji uczestniczył w zwycięskich eliminacjach do Mistrzostw Świata 1978. Na mundialu wystąpił we wszystkich trzech meczach grupowych z: reprezentacją RFN, reprezentacją Polski oraz reprezentacją Meksyku. W meczu z Meksykiem strzelił bramkę na 2-1 dla Tunezji.